# Dominion Theatre
Il Dominion Theatre è un teatro del West End, situato a Tottenham Court Road, Camden, Londra.